# Thập niên 1620
Thập niên 1620 là thập niên diễn ra từ năm 1620 đến 1629.